# Doorbraakdal

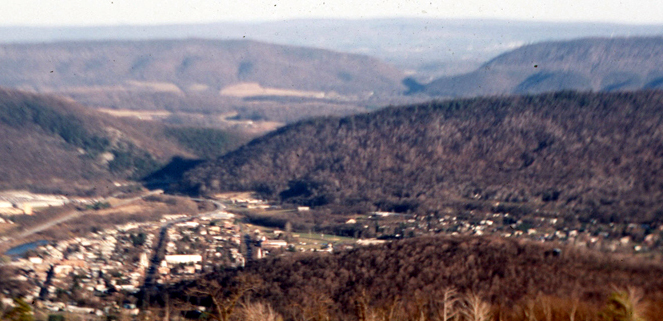
Twee doorbraakdalen door kammen van de Appalachen in Pennsylvania (V.S.), uitgesleten door de Juniata River.

Een doorbraakdal is een dal van een rivier dat door een bergketen of heuvelrug heen loopt, loodrecht of onder een grote hoek met de lengterichting van de bergketen. Vaak zijn doorbraakdalen nauwe dalen of zelfs kloven. In Frankrijk wordt gesproken van een cluse, wanneer het gaat om een kloofdal door een langgerekte bergketen.

## Achterliggend mechanisme
De meeste gebergten, vooral de geologisch jongere, bestaan uit langgerekte bergketens die worden gevormd door plooien of overschuivingen van gesteentelagen. Gebergten ontwateren door rivieren die van het gebergte afstromen en dus loodrecht op de lengte van de bergketens staan. Deze rivieren zullen in de loop van miljoenen jaren de zwakke plekken in de bergketens benutten, bijvoorbeeld breukzones of plekken waar het gesteente minder competent is. Omdat een doorbraakdal de bergketen loodrecht doorsnijdt, vormen de zijkanten een profiel dwars door de gesteentelagen heen, wat voor geologen interessant kan zijn.
Wanneer een rivier eenmaal een doorbraakdal heeft gevormd kan de erosie deze tektonische opheffing meestal bijbenen, omdat de plek van de bergketen meestal een hogere plek in het rivierprofiel vormt. Het doorbraakdal zal daardoor steeds dieper in de bergketen komen te liggen. Sommige bergketens zijn nog steeds tektonisch actief: ze kunnen met een paar millimeter per jaar omhoog bewegen. De erosiesnelheid in het doorbraakdal zal daardoor verder toenemen.
De rivier zal zich in stroomopwaartse richting insnijden. Bij hoogwater in het gedeelte van het drainagebekken dat boven het doorbraakdal ligt zal materiaal uit dit gebied door de rivier meegevoerd worden en onderaan het doorbraakdal worden afgezet.

## Soorten
Naar ontstaanswijze worden drie typen doorbraakdalen onderscheiden: antecedente, epigenetische en overloopdoorbraakdalen.
- Een antecedent doorbraakdal is een dal van een rivier die al bestond voor het ontstaan van de bergketen. Met de geleidelijke tektonische opheffing van de bergketen sleet de rivier zich steeds dieper in en kwam de rivierbedding steeds dieper te liggen ten opzichte van de omringende opheffing. Als type-locatie wordt voor het Jura-gebergte gebruikt, waardoor men ook wel spreekt van een Jurassisch relief. Een ander voorbeeld is de Mittelrhein, het gedeelte van de Rijn tussen Bingen en Koblenz in Duitsland.
- Epigenetische doorbraakdalen ontstaan wanneer rivieren zich in ongeconsolideerd gesteente inslijten er daarbij een verhoging in het moedergesteente aansnijden. Omdat de rivier zich in de diepte insnijdt zal ze geen weg om de verhoging heen zoeken wanneer deze op andere plaatsen afgedekt is met ongeconsolideerd gesteente. De type-locatie voor dit type reliefs zijn de Appalachen, waardoor men ook wel spreekt van een Appalachisch relief.
- Overloopdoorbraakdalen ontstaan wanneer een versperring, zoals een aardverschuiving, een rivier blokkeert en zich een natuurlijk stuwmeer achter de versperring vormt. Het meer zal ontwateren over het laagste punt in de versperring, maar vanwege het snelle verval dat de rivier op dat punt heeft zal de erosiekracht hier het sterktste zijn. Het resultaat is dat de rivier na verloop van tijd een kloof in de versperring heeft gesleten en het meer verdwenen is. Geologisch kan van een doorbraakdal worden aangetoond dat het zo ontstaan is, wanneer lacustriene sedimenten boven het doorbraakdal gevonden worden.

## Bekende doorbraakdalen
Het dal van de Maas in de Belgische Ardennen is een voorbeeld van een doorbraakdal, dat door harde zandsteenruggen heen ingesleten is. Dit is, net als de Rijn ten zuiden van Koblenz, een antecedent doorbraakdal dat gevormd werd bij het omhoogkomen van het Rijns Massief (de Ardennen samen met aangrenzende middengebergtes in Duitsland). De IJzeren Poort is een doorbraakdal van de Donau door de Zuidelijke Karpaten op de Servisch-Roemeense grens. 
Spectaculaire voorbeelden zijn de Manawatu Gorge op het Noordereiland van Nieuw-Zeeland of de Drie Kloven in de Yangtze in China. 
Ook de loop van de Rijn bij Nijmegen is een doorbraakdal: De rivier stroomde hier voor de voorlaatste ijstijd nog naar het noorden, maar heeft zich in een stuwwal ingesleten. De wederzijdse restanten van de stuwwal zijn het Montferland en de heuvels van het Rijk van Nijmegen.